# 道は手ずから夢の花
「道は手ずから夢の花」（みちはてずからゆめのはな）は、KinKi Kidsの37枚目のシングル。2016年11月2日発売。発売元はジャニーズ・エンタテイメント。

## 解説
「KinKi Kids 20th Anniversary」としての2枚目のシングル。前作同様に初回限定盤A、初回限定盤B、通常盤の3種類で発売され、それぞれ収録曲が異なる。初回限定盤AのDVDには表題曲のミュージックビデオとメイキングが収録されており、初回限定盤BのDVDには「特典映像 -花と花-」が収められている。
また、デビュー20周年イヤーとして発売される自身の商品を対象としたキャンペーン『KinKi Kids 20th Anniversary』の対象商品であり、本作の初回限定盤2種と通常盤初回プレス分には、集めるとその数に応じた特典がプレゼントされるポイントIDが封入されている。

## チャート成績
2016年11月14日付のオリコンチャートで、初週17.6万枚を売り上げて初登場1位を獲得。シングル週間1位獲得は1997年に発売したデビューシングル「硝子の少年」から37作連続・通算37作であり、自身が持つ「デビューからのシングル連続首位獲得作品数」の歴代1位の記録を更新した。

## 収録曲

### 初回限定盤A

#### CD
1. 道は手ずから夢の花
（作詞・作曲：安藤裕子 / 編曲：松本良喜）
堂本剛はこの曲に対して「ジャニーズっぽくないけどいい意味で癖のある曲」と述べている[10]。
シンガーソングライターである安藤裕子によって書き下ろされたミディアムバラードであり、自分の人生をしっかりと楽しもうというメッセージが込められている[11]。
出版社：ブライト・ノート・ミュージック
2. 道は手ずから夢の花 -Backing Track-

#### DVD
1. ｢道は手ずから夢の花｣ - Music Clip ＆ Making -

### 初回限定盤B

#### CD
1. 道は手ずから夢の花
2. マフラー
（作詞：久保田洋司 / 作曲・編曲：Fredrik “Figge” Bostrom・Lasse Andersson）
出版社：CATFARM MUSIC 301、CATFARM MUSIC (A) 301&ブライト・ノート・ミュージック（サブ出版社：日音 Synch事業部&ブライト・ノート・ミュージック）

#### DVD
1. ｢特典映像 -花と花-｣

### 通常盤
1. 道は手ずから夢の花
2. Pure Soul
（作詞・編曲：堂島孝平 / 作曲：原一博 / ストリングスアレンジ：sugarbeans）
出版社：ブライト・ノート・ミュージック
3. パズル
（作詞・作曲：Shinpei / 編曲：安部潤・Shinpei）
出版社：ブライト・ノート・ミュージック

## 収録アルバム
- 道は手ずから夢の花
  - Ballad Selection 通常盤のみ。“20th Anniversary Ver”である。
  - The BEST
- マフラー

（アルバム未収録）
- Pure Soul

（アルバム未収録）
- パズル

（アルバム未収録）

## 映像作品
- 道は手ずから夢の花
  - We are KinKi Kids Dome Concert 2016-2017 TSUYOSHI & YOU & KOICHI
  - MTV Unplugged: KinKi Kids
  - KinKi Kids O正月コンサート2021
  - P album（初回盤B）
- パズル
  - KinKi Kids Concert 2023-2024 〜Promise Place〜